# Nuklearna elektrana Zaporižja
Nuklearna elektrana Zaporižja (ukr. Запорізька атомна електростанція) nalazi se na rijeci Dnjepru na području grada Enerhodara u jugoistočnoj Ukrajini, 55 km jugozapadno od grada Zaporižja. Ima šest reaktora sovjetskog dizajna VVER-1000/320 s po 950 MW neto učinka (toplinski učinak po 3,2 GW, učinkovitost 30 %). S 5,7 GW ukupne instalirane snage najjača je nuklearna elektrana u Europi. Ukupna toplinska snaga nuklearne elektrane od gotovo 20 GW zahtijeva velike količine rashladne vode, a ona se uzima iz rezervoara Kahovke, na čijoj se južnoj obali elektrana nalazi.
Oko 2 km istočno od nuklearne elektrane nalazi se konvencionalna termoelektrana Zaporižja.
Tijekom ruske invazije na Ukrajinu 2022. godine mjesto nuklearne elektrane proglašeno je ruskim državnim teritorijem, što je ruski predsjednik dekretom najavio 5. listopada 2022.  Elektrana je pod ruskom okupacijom, ali njome i dalje upravlja ukrajinsko osoblje, iako je većina do listopada 2022. pobjegla.

## Izgradnja
Izgradnja prvog reaktora započela je 1980. Upogonjavanjem prvog reaktorskog bloka 1984. godine pušten je u rad prvi reaktor sovjetske standardne serije WVER-1000 /320. U 1981., 1982. i 1983. započele su izgradnja blokova dva do četiri. Svaki je pušten u rad nakon razdoblja izgradnje od oko četiri godine i osam mjeseci. Blok pet građen je od 1985. do 1989. godine. Gradnja šestog bloka počela je 1986. Nakon više od devet godina gradnje pušten je u rad 19. listopada 1995.

## Inspekcija IAEA-e u rujnu 2022.
Četrnaestero stručnjaka iz IAEA-e, uključujući njihova šefa Rafaela Grossija, sastali su se 1. rujna 2022. za dugo traženi i mjesecima pregovarani pregled nuklearne elektrane u pogonu. Izaslanstvo je stiglo s nekoliko sati zakašnjenja. Zaraćene strane međusobno su se optuživale za ometanje inspekcije. Grossi, koji je napustio elektranu s osam članova multinacionalne delegacije nakon petosatnog obilaska, rekao je dok je izlazio iz pogona: “Vidio sam najvažnije stvari koje sam trebao vidjeti." Rekao je dalje da su inspektori mogli obići cijeli objekt, uključujući sustave za hitne slučajeve, dizel-generatore i kontrolnu sobu, te su imali priliku razgovarati s osobljem. Na konferenciji za novinare 1. rujna u Beču, izjavio je da je došlo do neprihvatljive štete, ali da najvažniji sigurnosni elementi rade. Ostaje opasnost da će daljnja borbena djelovanja uzrokovati velike štete. Namjerno (kako bi se održala neutralnost) u inspekcijskom timu od 14 osoba nije bilo američkih i britanskih stručnjaka. Osim brojnih ruskih novinara, sudjelovale su i neke ekipe iz zapadnih zemalja, npr. iz Italije, Danske, Savezne Republike Njemačke i Francuske, kao i ekipa iz Venezuele. Ruski su mediji 12. rujna objavili da će dva inspektora IAEA-e trajno ostati u nuklearnoj elektrani. Energoatom je tvrdio da je stručnjacima bio uskraćen pristup kriznom centru elektrane. 
S danom 7. listopada 2022. dva inspektora iz IAEA-e i dalje su bila prisutna u postrojenju. 

## Vanjske poveznice
- Web stranica elektrane (nedostupna)  Arhivirana inačica izvorne stranice od 8. ožujka 2021. (Wayback Machine)
- Video analiza otkriva da je ruski napad na ukrajinsku nuklearnu elektranu bio blizu katastrofe. NPR. 11. ožujka 2022.